# Ruta Provincial E 58 (Córdoba)
La Ruta provincial E-58 es el nombre del trazado de una breve vía de transporte que une la  RP 6  y la ruta  RP 11 
. Está asfaltada en su totalidad (en el año 2019 fue repavimentado el tramo entre la única localidad en su trayecto y la ruta provincial 6. En sus 36 km, solo hay una localidad: General Baldissera. Posee orientación norte-sur y su kilómetro cero se encuentra en el km 220 (aproximado) de la  RP 6  y finaliza al alcanzar la  RP 11  en el kilómetro 253.

## Localidades
A lo largo de su breve recorrido, esta vía de comunicación atraviesa una sola localidad, General Baldissera, cuya población no excede los 2.400 hab.

## Recorrido
| CONTgq | ABZq+lr | CONTfq |

|  | BHF |

| CONTgq | ABZqlr | CONTfq |

## Nota
1. ↑   El kilometraje fue tomado del amojonado en ruta. En caso de ausencia de los mismos, se calculó según información disponible en Internet, o verificación in situ .
2. ↑   Datos oficiales según Dirección de Estadísticas y censos del Gobierno de la Provincia de Córdoba, año 2010 Según datos INDEC